# Lobonemoides sewelli
Lobonemoides sewelli is een schijfkwal uit de familie Lobonematidae. De kwal komt uit het geslacht Lobonemoides. Lobonemoides sewelli werd in 1931 voor het eerst wetenschappelijk beschreven door Rao. 